# دیوید واسکوئز
دیوید واسکوئز (انگلیسی: David Vázquez؛ زادهٔ ۲۱ مارس ۱۹۸۶) بازیکن فوتبال اهل اسپانیا است.
از باشگاه‌هایی که در آن بازی کرده‌است می‌توان به باشگاه فوتبال اوئسکا، باشگاه فوتبال ویرا، باشگاه فوتبال رئال مادرید سی، و باشگاه فوتبال رئال مادرید کاستیا اشاره کرد.